# Sympaestria
Sympaestria is een geslacht van rechtvleugeligen uit de familie sabelsprinkhanen (Tettigoniidae). De wetenschappelijke naam van dit geslacht is voor het eerst geldig gepubliceerd in 1878 door Brunner von Wattenwyl.

## Soorten
Het geslacht Sympaestria omvat de volgende soorten:
- Sympaestria acutelobata Brunner von Wattenwyl, 1878
- Sympaestria brevicauda Karny, 1923
- Sympaestria genualis Karny, 1923
- Sympaestria lampra Hebard, 1922
- Sympaestria triramosa Karny, 1923